# Gottfried Plohovich
Gottfried Plohovich (Korneuburg, 10 maart 1926) is een Oostenrijks componist, muziekpedagoog, dirigent en organist.

## Levensloop
Plohovich kreeg al op vierjarige leeftijd pianoles. Na een technisch studie aan de "Technische Versuchs- und Lehranstalt für die Textilindustrie" in Wenen studeerde hij van 1946-1950 kerkmuziek aan de Akademie für Musik und darstellende Kunst te Wenen. Vanaf 1950 was hij koorleider, organist en leraar aan de muziekschool te Saalfelden. In 1952 was hij medeoprichter van de mannenkoor te Saalfelden. In 1955 werd hij tot directeur van de muziekschool te Saalfelden benoemd. Vanaf 1956 was hij eveneens muziekleraar aan het Gymnasium Saalfelden. In 1952 werd hij opvolger van Leo Ertl als dirigent van de Bürgermusik Saalfelden, een harmonieorkest. In deze functie bleef hij tot 1962. In 1977 was hij oprichter en werd dirigent van de Saalachtaler Volksliedchor Saalfelden.
Later werkte hij ook als directeur aan de afdeling voor muziekopleiding van Universität für Musik und Darstellende Kunst "Mozarteum" Salzburg en als docent aan het "Institut für Musikpädagogik" van de Universität für Musik und darstellende Kunst te Graz.
In 2010 werd hij tot Hofrat benoemd.
Als componist schreef hij rond 250 werken voor verschillende genres.

## Composities

### Werken voor harmonieorkest
- 1961 Feste in Valencia, ouverture
- 1969 Südliche Reise, ouverture
- 1980 Dachstein-Fanfare
- 1980 Schützengruß - Wallner Schützenmarsch (Mars voor de schutters compagnieën van de Oostenrijkse deelstaat Salzburg)
- 1982 Heimat am Steinernen Meer, suite in vier delen
- 1982 Schelmenstreiche, ouverture
- 1983 Ewige Tauern, symfonisch gedicht
- 1989 Klingendes Fest, ouverture voor gemengd koor en harmonieorkest
- 1997 Salzburger Lehrerhaus, mars
- Mississippi-Melody, ouverture.
- Saalfeldner Schützenmarsch

### Missen en gewijde muziek
- Es ist eine Ros'n aufgangen, voor gemengd koor en orgel
- Is finsta drausst, adventsliederen voor gemengd koor, instrumenten en orgel
- Lass dein Wort uns recht verstehen, voor gemengd koor
- Marien Messe, voor vrouwenkoor of mannenkoor of driestemmig gemengd koor
- Musikantenmesse, voor gemengd koor en blazers

### Werken voor koor
- Feierabendbüchl, voor vrouwenkoor
- Is finsta draußt, voor gemengd koor
- Klinga und Singa, voor gemengd koor
- Wir wollen immer Freunde bleiben, voor jeugdkoor

## Publicaties
- samen met Alois Eder: Ein halbes Jahrhundert Saalfeldner Musikkultur : 1950 - 2000, Saalfelden : Saalfeldner Museumsverein (Ritzenpost, Band 17), 2005. 125 p.